# Szadziuny (Litwa)
Szadziuny (lit. Šadžiūnai) − wieś na Litwie, w okręgu wileńskim, w rejonie solecznickim, w gminie Dziewieniszki. W 2011 roku liczyła 23 mieszkańców.

## Historia
W czasach zaborów wieś włościańska w okręgu wiejskim Girdziuny, w gminie Dziewieniszki, w powiecie oszmiańskim, w guberni wileńskiej Imperium Rosyjskiego. W 1866 roku liczyła 46 mieszkańców w 6 domach, należała do dóbr Żemłosław, własność Umiastowskich. W 1905 roku wieś liczyła 85 mieszkańców.
W latach 1921–1945 wieś leżała w Polsce, w województwie wileńskim, w powiecie oszmiańskim, w gminie Dziewieniszki.
W 1931 w 17 domach zamieszkiwały 93 osoby.
Wierni należeli do parafii rzymskokatolickiej w Dziewieniszkach. Miejscowość podlegała pod Sąd Grodzki w Holszanach i Okręgowy w Wilnie; właściwy urząd pocztowy mieścił się w Dziewieniszkach.